# Der Weltuntergang
Der Weltuntergang ist eine Erzählung von Ricarda Huch, die 1899 in der Sammlung „Fra Celeste und andere Erzählungen“ bei Hermann Haessel in Leipzig erschien.
Die Quintessenz der Erzählung: großer Besitz zusammengeraffter materieller Güter kann tödlich enden.

## Inhalt

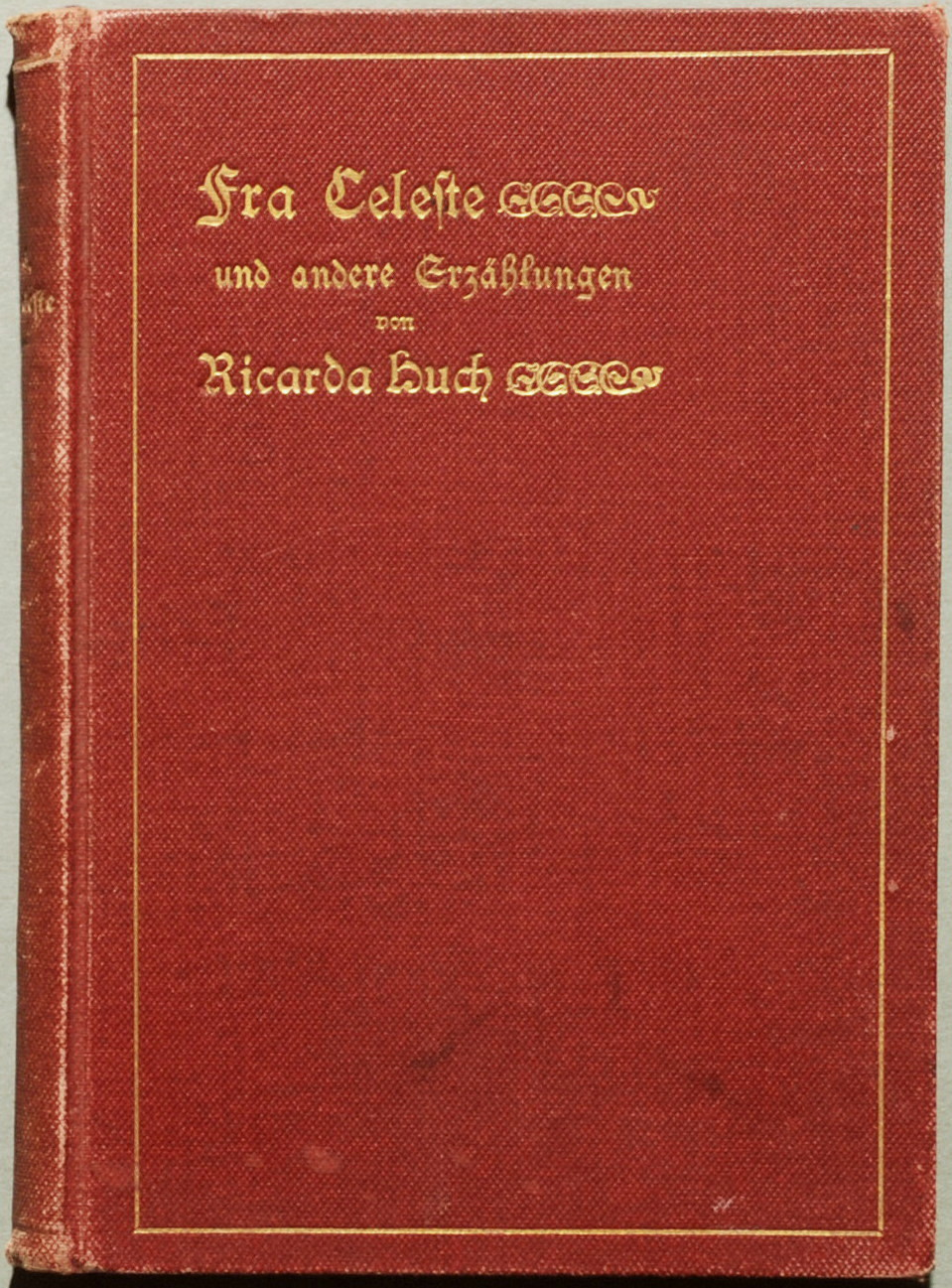
Fra Celeste, Erstausgabe 1899 mit der Erzählung Der Weltuntergang

Der Ich-Erzähler, ein Mathematik- und Astronomie-Professor, teilt seinem Freunde, dem Pastor Wolke, mit, am 13. Juli 1599 (exakt dreihundert Jahre vor dem Erscheinen der Erzählung) werde eines heransausenden Schweifsternes wegen die Welt untergehen. Die Neuigkeit baut der Pastor in seine nächste Predigt von der Gottlosigkeit der Menschen ein und findet besonders bei den Reichen seiner Gemeinde Gehör.
Die Schwerreichen befürchten, während des bevorstehenden Weltunterganges könnte sie der Teufel holen. Besorgt um ihre ewige Seligkeit, trennen sich diese Geldsäcke von ihrem Gold und Silber; karren es einfach auf den Markt. Pfiffige Bürger bedienen sich ein klein wenig. Was aber wird werden, wenn der Schweifstern an Mutter Erde vorbeibraust? Herr Mümmelke, der Pelzkönig, wendet sich mit diesem abseitigen Problem an den gelehrten Ich-Erzähler. Der Professor verkauft dem Pelzkönig und ein paar anderen steinreichen Herren je eine Alraunwurzel mit Gebrauchsanweisung für schier unbegrenzten Gelderwerb.
Das viele Geld auf dem Markte muss weg. Der Pelzkönig gewinnt Herrn Brausewein, einen Bildgießer. Der Künstler fertigt aus den Münzen das Goldene Kalb. Das gottlose Bildwerk steht auf dem Markte.
Der Professor schläft, nachdem er vergebens zum Termin auf den Weltuntergang gewartet hat, vollkommen übermüdet in seinem Hause ein und wird durch den Lärm der empörten Reichen geweckt. Die Alraunwurzeln wirken nicht; kein Wunder – sie sind eine Fälschung. Der Gelehrte kommt mit dem Leben davon, denn ein neuer Schuldiger wird aufs Korn genommen. Pastor Wolke wird vor seinem Pfarrhause von den vormals reichen Leuten erschlagen.
Das Goldene Kalb besteht aus Blei mit hauchdünnem Goldüberzug. Brausewein hat sich mit den Geldern davongemacht. Wer sein Gold und Silber „geopfert“ hat, geht sich nun an die Gurgel. Ricarda Huch schreibt: „Wahrscheinlich würden sie sich alle gegenseitig ums Leben gebracht haben, wenn nicht jene besonnenen Männer, die mit dem Weltuntergang in keiner Weise etwas zu tun gehabt hatten, jetzt zusammengetreten wären, eine neue Regierung gebildet und die öffentlichen Dinge geschickt und geschwinde gehandhabt hätten.“ Das sieht dann so aus: Die Reichen werden gefasst, gerichtet und gehenkt. Rundherum um das Goldene Kalb baumeln ihre „nackten Gerippe beim Pfeifen des Windes und Rasseln der Knochen einen hüpfenden Reigen…“

## Rezeption
- Brekle[5] bespricht den Text.

## Buchausgaben
Erstausgabe
- Ricarda Huch. Fra Celeste und andere Erzählungen (enthält noch: Der arme Heinrich. Der Weltuntergang. Die Maiwiese). H. Haessel, Leipzig 1899[6]

Andere Ausgaben
- Ricarda Huch: Die Goldinsel und andere Erzählungen. Ausgewählt und mit einem Nachwort versehen von Wolfgang Brekle (enthält: Die Goldinsel. Die Hugenottin. Teufeleien. Patatini. Fra Celeste. Der Weltuntergang. Das Judengrab. Der letzte Sommer). Union Verlag, Berlin 1972 (Lizenzgeber: Atlantis Verlag, Freiburg im Breisgau und Insel Verlag, Frankfurt am Main), 376 Seiten (verwendete Ausgabe)